# The Rain Song
"The Rain Song" é uma canção da banda britânica de rock Led Zeppelin condita em seu quinto álbum de estúdio Houses of the Holy, de 1973. A canção foi composta por Jimmy Page e Robert Plant e gravada em 1972 pela Atlantic Records. "The Rain Song" foi tocada pela banda em seus shows e está presente em seu álbum ao vivo The Song Remains the Same de 1975.

## Gravação
"The Song Rain" é uma balada de mais de 7 minutos de duração. O guitarrista Jimmy Page originalmente construiu a melodia desta canção em sua casa em Plumpton, Inglaterra, onde tinha instalado recentemente um console de estúdio. Um novo modelo de Vista, que foi, em parte, feito a partir do Pye Mobile Studio, que tinha sido usado para gravar o concerto do grupo no Royal Albert Hall e o álbum Live at Leeds, do The Who.
Page foi capaz de trazer um arranjo concluído da melodia, para o qual o cantor Robert Plant compôs as palavras. Esta canção é considerada por Plant como o seu melhor desempenho vocal em geral. A canção também possui um mellotron interpretado por John Paul Jones adequando-se ao efeito orquestral, enquanto Page toca uma guitarra Danelectro.
George Harrison teria sido a inspiração para "The Rain Song", quando ele fez um comentário para o baterista da banda, John Bonham, sobre o fato de que o grupo nunca escreveu nenhuma balada. Em homenagem a Harrison, a abertura de dois acordes é reconhecidamente emprestada da primeira linha de sua balada "Something" com os Beatles.
O título de trabalho para esta faixa era "Slush", uma referência à escuta fácil de arranjo orquestral simulada.

## Créditos
- Robert Plant - Vocal
- Jimmy Page - Guitarra
- John Paul Jones - Baixo elétrico, Mellotron e Piano
- John Bonham - Bateria